# Orville (Pas-de-Calais)
Orville é uma comuna francesa na região administrativa de Altos da França, no departamento de Pas-de-Calais. Estende-se por uma área de 11,95 km². Em 2010 a comuna tinha 392 habitantes (densidade: 32,8 hab./km²).